# Karmelitánský klášter (Tachov)
Karmelitánský klášter v Tachově je zaniklý klášter řádu karmelitánů v západočeském okresním městě Tachově.

## Dějiny
Prameny ke starším dějinám Tachovských klášterů jsou zmatečné, karmelitánský klášter je v literatuře označován někdy za dominikánský. Klášter s kostelem měl být založen Karlem IV. v Tachově roku 1351 nad řekou Mží a zasvěcen sv. Rochu, sv. Rozalii a sv. Šebestiánu. První klášterní budovy byly roku 1427 vyrabovány a vypáleny husity, kvůli čemuž se klášteru začalo říkat černý klášter. Po skončení nepokojů byl klášter obnoven s přispěním Burjana II. z Gutštejna, avšak opět roku 1492 vyhořel a postižen požárem byl v dalším století několikrát. V roce 1547 nechali Pluhové z Rabštejna karmelitány z města vyhnat, čímž klášter zpustl a začal chátrat, spravovali jej tedy místní měšťané. Roku 1556 postoupil král Ferdinand I. klášter městu. Měšťané, kteří měli klášter obnovit, však majetky kláštera rozebrali a rozprodali, čemuž dal roku 1629 přítrž až nový majitel panství Jan Filip Hussmann a klášter předal opět karmelitánům. Mniši ve zpustošeném klášteře nemohli pobývat, takže sídlili v domě s přiléhajícím bývalým luterským kostelem. Hussmann tuto budovu chtěl roku 1645 koupit a vybudovat zde nový klášter, další rok ji ale vypálilo švédské vojsko. Karmelitáni měli pro stavbu kláštera zřejmě příliš velké požadavky a proto obrátil Hussmann svoji pozornost k řádu nejmenších bratří, kteří se v Tachově usídlili a vybudovali si klášter v nedalekých Světcích. Karmelitáni posléze Tachov opustili a budovy starého kláštera byly od roku 1665 klizeny, asi v souvislosti s demolicí. Při tom měl být v kostele nalezen náhrobní kámen, snad zmíněného Burjana. Na místě kláštera započal roku 1785 stavět dům lékárník A. Storch.